# Вилтон (Минесота)
Вилтон (енгл. Wilton) град је у америчкој савезној држави Минесота.

## Демографија
По попису из 2010. године број становника је 204, што је 18 (9,7%) становника више него 2000. године.
| Група             | 2000.       | 2010.       |
| Белци             | 178 (95,7%) | 185 (90,7%) |
| Афроамериканци    | 0 (0,0%)    | 0 (0,0%)    |
| Азијати           | 0 (0,0%)    | 3 (1,5%)    |
| Хиспаноамериканци | 3 (1,6%)    | 2 (1,0%)    |
| Укупно            | 186         | 204         |